# Fortunato Frezza
Mons. Fortunato Frezza (* 6. února 1942, Řím) je italský katolický kněz, kanovník Baziliky svatého Petra ve Vatikánu, biskup, a emeritní duchovní ceremoniář Řádu Božího hrobu. Je rytířem velkého kříže Řádu Božího hrobu.

## Stručný životopis
Po studiích v seminářích v Bagnoregiu a ve Viterbu byl v roce 1966 vysvěcen na kněze pro diecézi Bagnoregio (dnes Diecéze Viterbo). Pak pokračoval ve studiích, roku 1967 získal licenciát teologie na Gregoriánské univerzitě, v roce 1977 dokončil studia na Papežském biblickém institutu. Následně působil v pastoraci a zároveň vyučoval biblistiku na Gregoriánské univerzitě i v diecézním semináři ve VIterbu, i na různých řeholních školách. Od roku 1983 pracoval na generálním sekretariátu Biskupského synodu, v letech 1997-2014 jako podsekretář. V roce 1999 byl jmenován čestným prelátem Jeho Svatosti. ROku 2013 byl jmenován kanovníkem Baziliky svatého Petra ve Vatikánu, roku 2022 se stal komořím této kapituly. Byl také duchovním asistentem zdravotnického personálu ve Vatikánu, různých ženských klášterů a kaplanem fotbalového klubu AS Řím. Je rytířem komturem s hvězdou Řádu Božího hrobu a jako ceremoniář je členem Rady velmistra.
Je autorem 123 publikací z oboru biblistiky.

## Kardinálská kreace
V neděli 29. května 2022 papež František ohlásil, že v konzistoři dne 27. srpna 2022 jmenuje 21 nových kardinálů, mezi nimi i Monsignora Frezzu, který v době jmenování bude mít více než 80 let, a nebude proto patřit mezi kardinály volitele.  Při kreaci v konzistoři mu byla určena diakonie Santa Maria in Via Lata.

## Episkopát
V souladu s motu proprio Cum Gravissima papeže Jana XXIII. podle nějž mají všichni kardinálové přijmout biskupské svěcení, byl Mons. Frezza v červenci 2022 jmenován titulárním arcibiskupem trevským. Biskupské svěcení přijal z rukou kardinála Maura Gambettiho ve vatikánské bazilice dne 23. července 2022.